# 洛潘季诺农村居民点
洛潘季诺农村居民点（俄语：Лопандинское сельское поселение）是俄罗斯联邦布良斯克州科马里奇区所属的一个农村居民点。其下辖有17个居民点，行政中心为пос. 洛潘季诺。据2015年统计，该农村居民点的人口为2622人。